# The Running Set
The Running Set is een compositie van Ralph Vaughan Williams voor symfonieorkest, gecomponeerd in 1933. Het is geschreven voor een festival van volksdansen in de Royal Albert Hall in 1934. Het werk ontving haar première aldaar op 6 januari van dat jaar. De première in de concertzaal werd door de componist zelf geleid op 27 september 1934 met het BBC Symphony Orchestra aan zijn dirigeerstok.
De componist heeft zich aan de opdrachtgever gehouden; het werk bestaat uit een viertal volksliedjes die tot een eenheid zijn gesmeed. De muziek doet denken aan een jig, waarbij het couplet steeds wordt besloten met eenzelfde tonenreeks. De liedjes die "gebruikt" zijn, zijn Barrack Hill, The Blackthorn Stick, Irish reel en Cock o’ the North. Gezien de titels doet de compositie Iers en Schots aan. Het tempo is allegro.
De titel is afkomstig van een in Engeland zelf vergeten volksmelodietje dat destijds nog populair was onder emigranten in afgelegen gebieden in de Verenigde Staten; het werd destijds door Cecil Sharp (her)ontdekt en teruggebracht naar Engeland.
Het wordt aangeduid als balletmuziek, maar dat is het niet; het is pure dansmuziek. Bij gebrek aan betere indeling wordt over het algemeen voor de term balletmuziek gekozen.